# جون غيلغد
كان السير آرثر جون غيلغد (14 أبريل 1904- 21 مايو 2000) الحاصل على وسام الاستحقاق ووسام رفقاء الشرف، ممثلًا ومخرجًا مسرحيًا إنجليزيًا، امتدت حياته المهنية لثمانية عقود. بجانب كل من رالف ريتشاردسون ولورانس أوليفيه كان واحدًا من الممثلين الثلاثة الذي سيطروا على المسرح البريطاني خلال الجزء الأكبر من القرن العشرين. وبصفته فردًا في عائلة تيري التي تعتبر بمثابة سلالة مسرحية، فقد حصل على أول عمل تمثيلي مدفوع الأجر كعضو مستجد في شركة ابنة عمه فيليس نيلسون تيري في عام 1922. بعد دراسته في الأكاديمية الملكية لفن الدراما، عمل في مسرح المرجع وفي ويست إند، قبل أن يؤسس لنفسه كممثل لأعمال شكسبير في أولد فيك في 1929–31.
كان غيلغد نجمًا مسرحيًا في ويست إند وبرودواي خلال الثلاثينيات، إذ ظهر في الأعمال الجديدة والكلاسيكيات. بدأ حياة مهنية موازية كمخرج، وأسس شركته الخاصة في مسرح كوينز بلندن. اعتبره الكثيرون أفضل هامليت في عصره، وعُرف أيضًا بأدوار الكوميديا العالية مثل جون ورثينج في أهمية أن تكون جادًا. خشي غيلغد في الخمسينيات من أن تُهدد حياته المهنية بعدما أُدين وغُرّم بسبب إساءته للمثلية الجنسية، ولكن زملاءه والجمهور دعموه بإخلاص. عندما بدأت مسرحيات الطليعة تحل محل أعمال ويست إند التقليدية في نهاية الخمسينيات، لم يجد أدوارًا مسرحية مناسبة، وخلال سنوات عديدة عُرف في المسرح بعرضه الفردي لمسرحية شكسبير، عصور الإنسان. ابتداء من نهاية الستينيات، وجد مسرحيات جديدة تناسبه، كتب تلك المسرحيات مؤلفون شملوا ألان بينيت وديفيد ستوري وهارولد بينتر.
لم يأخذ غيلغد السينما على محمل الجد خلال النصف الأول من حياته المهنية. على الرغم من تقديمه لأول أفلامه في 1924، ونجاحه في الرفاق الطيبون (1933) ويوليوس قيصر (1953)، لم يبدأ في امتهان الأفلام بشكل منتظم حتى بلوغه الستين من عمره. ظهر غيلغد في أكثر من 60 فيلمًا بين بيكيت (1964)، الذي حاز بسببه على أول جوائز الأوسكار لتقديمه دور لويس السابع ملك فرنسا، وحتى إليزابيث (1998). حاز على جائزة الأوسكار لأفضل ممثل مساعد بسبب تأديته لشخصية هوسبون سليط اللسان في فيلم آرثر (1981). فازت أعماله من الأفلام لاحقًا بجائزة غولدن غلوب واثنتين من جوائز الأكاديمية البريطانية للأفلام BAFTA.
على الرغم من التشابه الكبير في الجوائز، حقق غيلغد تميزًا نادرًا بفوزه بجائزة أوسكار وإيمي وجرامي وتوني. كان مشهورًا منذ بداية حياته المهنية بسبب صوته وتمكنه من الشعر الشكسبيري. أذاع أكثر من مئة مسرحية في التلفاز والراديو بين عامي 1929 و 1994، وقدم تسجيلات تجارية للعديد من المسرحيات، بما في ذلك عشر مسرحيات لشكسبير. من بين درجات الشرف، حصل على درجة فارس في 1953 وسُمي مسرح غيلغد تكريمًا له. أصبح رئيسًا للأكاديمية الملكية للفن الدرامي في الفترة بين 1977 و 1989.

## الحياة والحياة المهنية

### الخلفية وسنوات النشأة
وُلد غيلغد في ساوث كينزنغتون بلندن، وكان الطفل الثالث بين أربعة أطفال والأصغر بين الأبناء الثلاثة لفرانك هنري غيلغد (1860–1949) وزوجته الثانية كيت تيري غيلغد، ابنة تيري لويس (1868–1958). كان الولدان الأكبر هما لويس، الذي أصبح مسؤولًا كبيرًا في الصليب الأحمر واليونسكو، وفال الذي أصبح لاحقًا رئيسًا لإذاعة بي بي سي الدرامية؛ أصبحت أختهم إليانور سكرتيرة جون للعديد من السنوات. من ناحية والده، انحدر غيلغد من أصل ليتواني وبولندي، اشتُق اسم العائلة من بلدة غلغوديشكيس بليتوانيا. امتلك غيلغد قلعة غلغوديشكيس على نهر نيمن، ولكن ممتلكاتهم قد صودرت بعد مشاركتهم في الانتفاضة الفاشلة ضد الحكم الروسي في 1830–31. لجأ جان غيلغد إلى إنجلترا مع عائلته. كان فرانك غيلغد أحد أحفاده الذي كانت جدته لأمه الممثلة البولندية الشهيرة، أنيلا أزبيرجيروا.
تزوج فرانك من عائلة ذات علاقات مسرحية واسعة. كانت زوجته، التي بقيت على المسرح حتى زواجها، ابنة الممثلة كيت تيري، وعضو في السلالة المسرحية التي شملت إلين وفريد وماريون تيري، ومابيل تيري-لويس، وإديث وإدوارد غوردون كريغ. لم يكن لفرانك طموحات مسرحية، وعمل طوال حياته كسمسار للأوراق المالية في مدينة لندن.
في عام 1912، وفي عمر الثامنة، ذهب غيلغد إلى مدرسة هيلسايد الابتدائية في سري كما فعل إخوته الأكبر. وبصفته طفلًا غير مهتم بالرياضة، فقد حرر نفسه من الكريكت والرغبي أثناء فترة المدرسة. في الفصل، لم يحب الرياضيات، وكان جيدًا في الأدب الكلاسيكي، وتميّز في اللغة الإنجليزية واللاهوت. شجعت هيلسايد اهتمامه بالدراما، وشارك في العديد من الأدوار الرئيسية في الأعمال المدرسية، بما في ذلك مارك أنتوني في يوليوس قيصر وشيلوك في تاجر البندقية.
بعد هيلسايد، حصل لويس وفال على منح دراسية لكلية إيتون ومدرسة رغبي على الترتيب؛ ولافتقاره لإنجازاتهم التعليمية، فشل جون في ضمان منحة دراسية. أُرسل كتلميذ خارجي إلى مدرسة وستمنستر حيث، كما ذكر، كان قادرًا على الوصول إلى ويست إند «في الوقت المناسب لملامسة حافة القرن المسرحي العظيم». شاهد تمثيل سارة برنار، ورقص أديلين جيني وألبيرت تشيفالير، وأداء فيستا تيلي وماري لويد في القاعات الموسيقية. غنى الكورال المدرسي في خدمة دير وستمنستر، ما أثار إعجابه بالشعائر الدينية. أظهر موهبة في الرسم التقريبي، وفكر لفترة في الديكور المسرحي كمهنة ممكنة.
أخده والده في طفولته إلى الحفلات، ما أحبه غيلغد، وإلى المعارض الفنية والمتاحف، «التي أشعرته بالملل بشدة». كان والداه كلاهما من رواد المسرح المتحمسين، ولكنهما لم يشجعا أبناءهما على امتهان التمثيل. استحضر فال غيلغد، «نظر والدانا، بصراحة، شزرًا للمسرح كوسيلة لكسب الرزق، وعندما أظهر جون بعض الموهبة في الرسم، تحدث والده بغضاضة عن مميزات المكتب المعماري». عند مغادرة وستمنستر في 1921، أقنع غيلغد والديه المعارضين بأن يسمحا له بحضور دروس الدراما، مع الاتفاق على أنه إذا لم يعول نفسه في سن الخامسة والعشرين سوف يبحث عن عمل في مكتب البريد.

## قائمة المصادر
- Croall، Jonathan (12 أبريل 2002)، Gielgud: A Theatrical Life 1904-2000، Continuum، ص. 608، ISBN:978-0-8264-1403-8، مؤرشف من الأصل في 2020-03-01
- Gielgud، John؛ Mangan، Richard (1994)، John Gielgud's notes from the gods : playgoing in the twenties، Nick Hern، ISBN:978-1-85459-105-0، مؤرشف من الأصل في 2019-12-17
- Gielgud، John؛ Mangan، Richard (2004-04)، Richard Mangan (المحرر)، Sir John Gielgud: a life in letters، Arcade Publishing، ص. 598، ISBN:978-1-55970-729-9، مؤرشف من الأصل في 2020-03-01 {{استشهاد}}: تحقق من التاريخ في: |تاريخ= (مساعدة)
- Morley، Sheridan (2002)، John Gielgud: the Authorised Biography، Simon & Schuster، ص. 528، ISBN:978-0-7432-2242-6، مؤرشف من الأصل في 2020-03-01
- Young، Jordan R. (1989)، Acting solo: the art of one-man shows، Moonstone Press، ص. 224، ISBN:978-0-940410-85-5، مؤرشف من الأصل في 2020-03-01

## وصلات خارجية
- جون غيلغد على موقع IMDb (الإنجليزية)
- جون غيلغد على موقع الموسوعة البريطانية (الإنجليزية)
- جون غيلغد على موقع روتن توميتوز (الإنجليزية)
- جون غيلغد على موقع مونزينجر (الألمانية)
- جون غيلغد على موقع ألو سيني (الفرنسية)
- جون غيلغد على موقع ميوزك برينز (الإنجليزية)
- جون غيلغد على موقع تيرنر كلاسيك موفيز (الإنجليزية)
- جون غيلغد على موقع أول موفي (الإنجليزية)
- جون غيلغد على موقع قاعدة بيانات برودواي على الإنترنت (الإنجليزية)
- جون غيلغد على موقع قاعدة بيانات الأفلام السويدية (السويدية)